# Kloster Stift zum Heiligengrabe

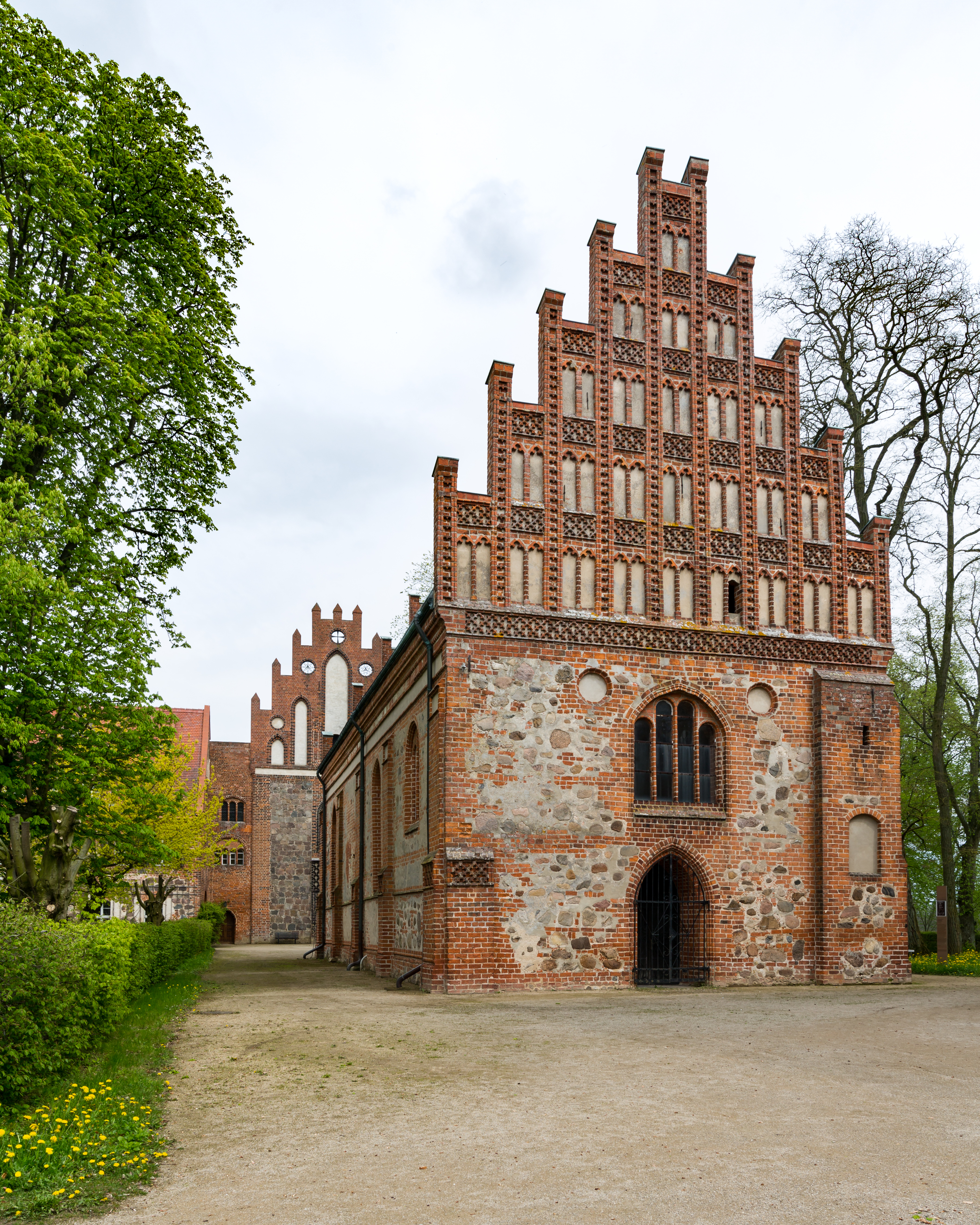
Heiliggrabkapelle, auch Blutkapelle

Das Kloster Stift zum Heiligengrabe ist ein Ende des 13. Jahrhunderts gegründetes, ursprünglich von Zisterzienserinnen bewohntes Kloster in Heiligengrabe im brandenburgischen Landkreis Ostprignitz-Ruppin. Die Klosteranlage gilt als besterhaltene in Brandenburg und ist seit 1998 als Denkmal nationaler Bedeutung eingestuft.

## Geschichte

### Gründung um 1287
Das Kloster wurde 1287 durch Markgraf Otto IV. gegründet und zwei Jahre später auf seine Veranlassung durch zwölf Nonnen des Zisterzienserinnenklosters Neuendorf (Altmark) bezogen. 1317 wurde erstmals die Existenz eines Heiligen Grabes erwähnt (Cenobium ad sanctum sepulchrum in Thegow, monasterium sanctimonialium in Thegow, cenobium tu den heiligen grabe). Aus dem 14. und 15. Jahrhundert liegen kaum gesichert dokumentierte Unterlagen vor. Ein Zinsbuch aus dem Jahr 1513, einzusehen im Brandenburgischen Landeshauptarchiv in Potsdam, weist nach, dass zu Beginn des 16. Jahrhunderts rund 180 Personen zum Kloster gehörten. Hierzu zählten ca. 70 Zisterzienserinnen, denen eine Äbtissin vorstand.
Wie in Zisterzienserniederlassungen üblich, leisteten die Ordensleute auch in Heiligengrabe Pionierarbeit, in diesem Falle vor allem in der Urbarmachung des von zahlreichen Bächen durchzogenen Feuchtgebietes. Um 1500 umfasste das Klostergut 65.000 Morgen Land, vor allem in einem etwa acht Kilometer breiten Streifen zwischen Wittstock und Pritzwalk an den Seiten der Dosse im Norden und der Jäglitz im Süden. Abgesehen von der Eigenwirtschaft, die den Grundbedarf des Klosters an Getreide, Fleisch und Fisch sicherte, wurden Naturalien- und Geldzehnt sowie Pachtzinse aus 17 Dörfern eingenommen.

### Gründungslegende
Die Gründungsgeschichte des Klosters wird verknüpft mit einer judenfeindlichen Legende. Diese berichtet von einem Hostienfrevel, der nach einem gängigen mittelalterlichen Muster einem Juden angelastet wurde. Dieser soll aus der Techower Kirche eine Hostie entwendet, sie dann in der Nähe (dem Standort der Heiliggrab-Kapelle, früher auch Blutkapelle genannt) unter einem Galgen vergraben haben und anschließend zur Strafe hingerichtet worden sein. An dem Ort, wo die Hostie vergraben wurde, so die Legende, sei ein wundertätiger Ort entstanden. Dieses sei der Grund für die Klostergründung. In Quellen belegt ist die Legende erstmals für das Jahr 1516 als Druck in lateinischer Sprache. Im Jahr 1521 erschien sie bei Ludwig Dietz in Rostock in niederdeutscher Sprache, illustriert mit 15 Holzschnitten. Hinweise oder gar Quellen, die die Existenz der Legende bereits vor diesem Zeitpunkt belegen könnten, sind nicht bekannt. Damit stammt die Legende aus der Zeit des sogenannten Berliner Hostienschänderprozess von 1510, bei dem eine tatsächlich kursierende Anschuldigung dieser Art zur Vertreibung der Juden aus der Mark Brandenburg führte.
1532 ließ die Äbtissin Anna von Rohr nach den 15 Holzschnitten einen Legendenzyklus mit Tafelbildern malen. Die einfache Herstellungsweise (Temperafarben auf Eichenbohlen, einfache, flächige Darstellung der Personen) lässt auf einen einheimischen Künstler ohne überregionale Bedeutung schließen. Von diesen Tafeln sind heute noch sieben erhalten und im Klostermuseum ausgestellt. Erstellt wurden die Tafeln für die zu Beginn des 16. Jahrhunderts im spätgotischen Stil neu errichtete und 1512 eingeweihte Heiliggrab-Kapelle. Durch den Neubau der Kapelle, den zeitgleich erfolgten Ausbau der Abtei, die Legende von der Bluthostie und die behauptete Wundertätigkeit sollte sich das Kloster zu einem Wallfahrtsort entwickeln. Zu den Triebfedern dieser Aktion zählte die Konkurrenz zu bedeutenden Wallfahrtsorten unweit von Heiligengrabe wie Alt Krüssow und Bad Wilsnack.
Das Kloster Stift zum Heiligengrabe gibt dazu heute folgende Stellungnahme ab: „Die Legende über den angeblichen Hostienfrevel stammt nicht aus den Gründungsjahren des Klosters, sie ist vielmehr eine Erfindung des frühen 16. Jahrhunderts. Für eine bis in das 13. Jahrhundert zurückreichende Wallfahrtstradition können keine Quellen benannt werden. Mit der Verbreitung der Legende verfolgte das Kloster wirtschaftliche Ziele. Das damals eher unbedeutende Kloster sollte zu einem frequentierten Wallfahrtsort aufgewertet werden. Ebenso von Bedeutung waren Glaubensauseinandersetzungen in der (Vor)Reformationszeit. Das Kloster kämpfte mit Unterstützung der Havelberger Bischöfe bis 1546 vehement gegen die Reformation. Daher ist auch davon auszugehen, dass die Äbtissin Anna von Rohr mit der Legende ein Bekenntnis für den katholischen Glauben und damit gegen Martin Luther, einen Gegner des Wallfahrtswesens, abgeben wollte.“

### Von der Reformation 1539 bis zum 18. Jahrhundert
1539 wurde die Reformation durch Kurfürst Joachim II. in Brandenburg eingeführt. Die in Heiligengrabe tätigen Nonnen unter der Leitung der Äbtissin Anna von Quitzow und der Priorin Elisabeth von Alvensleben verweigerten jedoch die Konversion und verließen zunächst 1548 das Kloster, kehrten aber in dem darauf folgenden Jahr zurück. Die Expansion des Klosters war allerdings damit beendet. Ab 1552 setzte die Kirche einen Klosterhauptmann ein, der sich um die wirtschaftliche Entwicklung kümmern sollte.
Das sich entwickelnde evangelische Frauenstift wurde ab dem Dreißigjährigen Krieg nicht mehr durch eine Äbtissin, sondern durch eine Domina geleitet. Aufgrund von Brandschatzungen während des Krieges war das Klostergut nach 1636 bis gegen Ende 1648 verlassen und wurde anschließend von acht Klosterdamen unter Führung der Domina Anna von Rathenow wiederbelebt. Die Nutzung des Klosters änderte sich jetzt dahingehend, dass zunehmend die unversorgten Töchter wohlhabender Adelsfamilien aufgenommen wurden. Sie konnten sich in die Stiftsstellen einkaufen und erhielten im Stift eine für damalige Verhältnisse umfassende Erziehung. 1645 kam mit Hans Erdmann von Bert(i)kow der achte Klosterhauptmann nach Heiligengrabe. Auch er leistete seinen Beitrag zum Wiederaufbau des Klosters. So legte er mit einer Schenkung aller Werke Luthers im Jahr 1668 den Grundstock für die Klosterbibliothek; zehn Bände sind noch vorhanden (Stand 2015). Von Bert(i)kow fand sein Grab in der Stiftskirche hinter dem Altar.
1722 erfolgte die Grundsteinlegung für Wohngebäude am künftigen Damenplatz, die für die wohlhabenden Stiftsdamen vorgesehen waren.
Allerdings nahm die weltliche Herrschaft, insbesondere Friedrich Wilhelm I., zunehmend Einfluss auf die Gestaltung des Klosterlebens und dessen personelle Besetzung. So wurden auch die Leitungspositionen und die Anwartschaften auf Stiftsstellen von herrschaftlicher Seite festgelegt. Mit der Erhebung des Klosters zum Damenstift und der Rücktitulierung der Leiterin Juliane Auguste Henriette von Winterfeldt zur Äbtissin 1740 durch König Friedrich II. endete diese äußerst bewegte Phase der Klosterentwicklung.

### 19. Jahrhundert

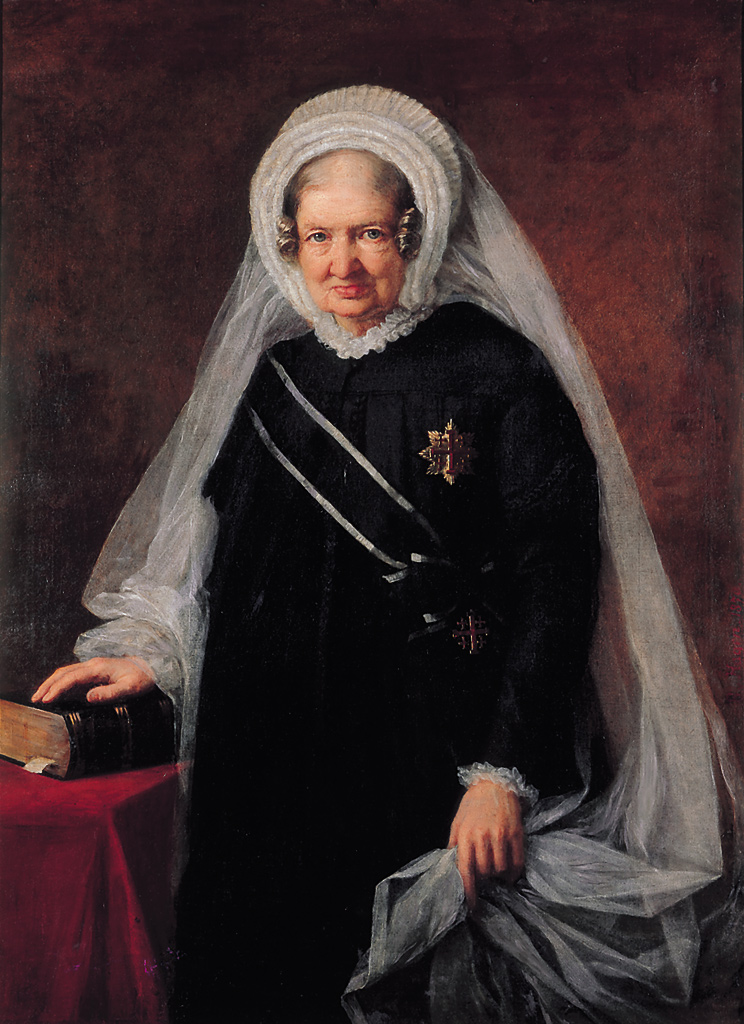
Äbtissin Luise von Schierstedt 1870

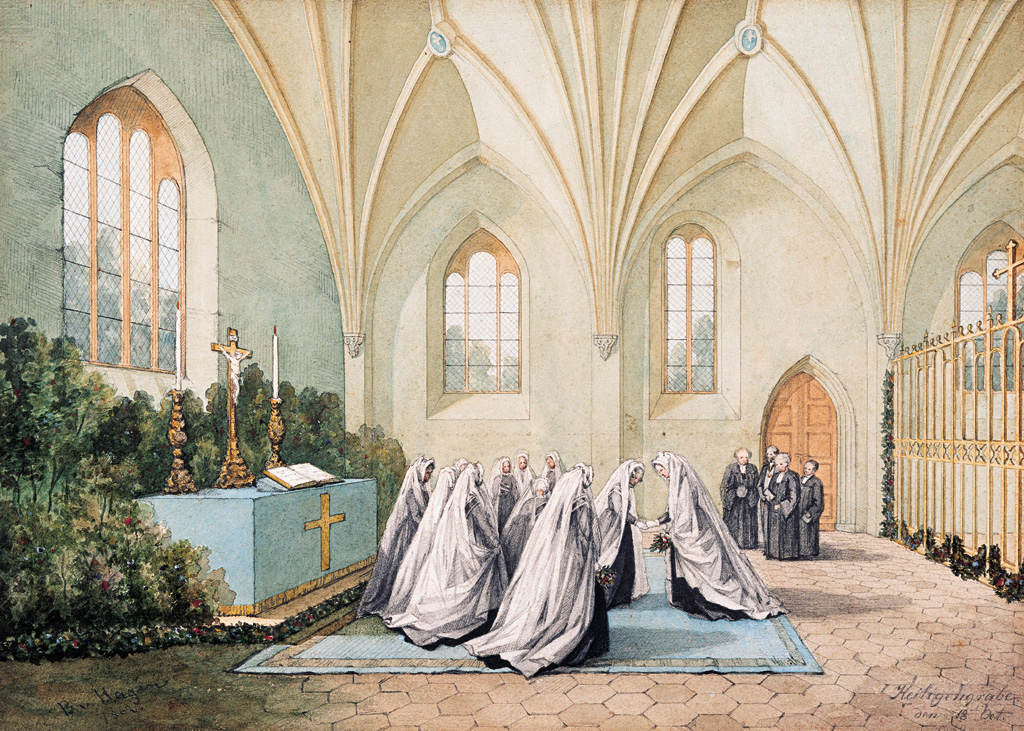
Einführung einer Stiftsdame in der Heiliggrabkapelle 1862

1811 ging das Stift eines großen Teils seiner Besitzungen und seines Einflusses verlustig. Die Stein-Hardenbergschen Reformen beendeten die Leibeigenschaft in Preußen und reduzierten den Besitz des Klosters um alle bis dahin zugehörigen Dörfer auf drei verbliebene Rittergüter. Die Gerichtsbarkeit des Stifts blieb jedoch erhalten. Noch bis 1849 übte das Stiftsgericht (ein bekannter Richter am Stiftsgericht war Julius von Wartensleben) als Patrimonialgericht die Rechtsprechung über die bisherigen Orte des Stiftes aus. 1849 wurde die Patrimonialgerichtsbarkeit aufgehoben und das staatliche Kreisgericht Wittstock übernahm die Rechtsprechung.
Die Aufgaben des Stifts erweiterten sich allerdings und erforderten funktionsfähige Einrichtungen. So wurde 1838 das Stiftshauptmannshaus errichtet, 1840 die Heiliggrabkapelle, seit der Reformation als Getreidespeicher zweckentfremdet, saniert. 1847 gründete Äbtissin Luise von Schierstedt zunächst eine Erziehungsanstalt für „Mädchen aus verarmten adligen Familien“, ein Waisenhaus folgte. 1848 wurde der lutherische Pastor Hermann Ferdinand Uhden Stiftsprediger, der sich von Heiligengrabe aus für die Rechte der Lutheraner innerhalb der Union einsetzte.
Nachdem 1853 die Verantwortung für das Kloster Stift zum Heiligengrabe von König Friedrich Wilhelm IV. an den altpreußischen Evangelischen Oberkirchenrat übergeben wurde, kamen geistliche Gesichtspunkte und Traditionen wieder stärker zur Geltung. Soziale Tätigkeiten wie Armenspeisung, Waisen-, Alten- und Krankenbetreuung erhielten einen festen Platz in der Klostertätigkeit.
80 Ehrenstiftsdamen wurden von 1828 bis 1918 ernannt, in der Regel Töchter aus preußischem Adel, deren Väter als Generäle, Minister oder Spitzenbeamte hervorgetreten waren. Die Ernennung konnte auch in Anerkennung für den Dienst als königlicher Hofdame erfolgen. Zu den Ehrenstiftsdamen vom Kloster Heiligengrabe zählte u. a. Ulrike von Levetzow, der Goethe seine „Marienbader Elegie“ 1823 gewidmet hatte.

### Im 20. Jahrhundert bis 1945

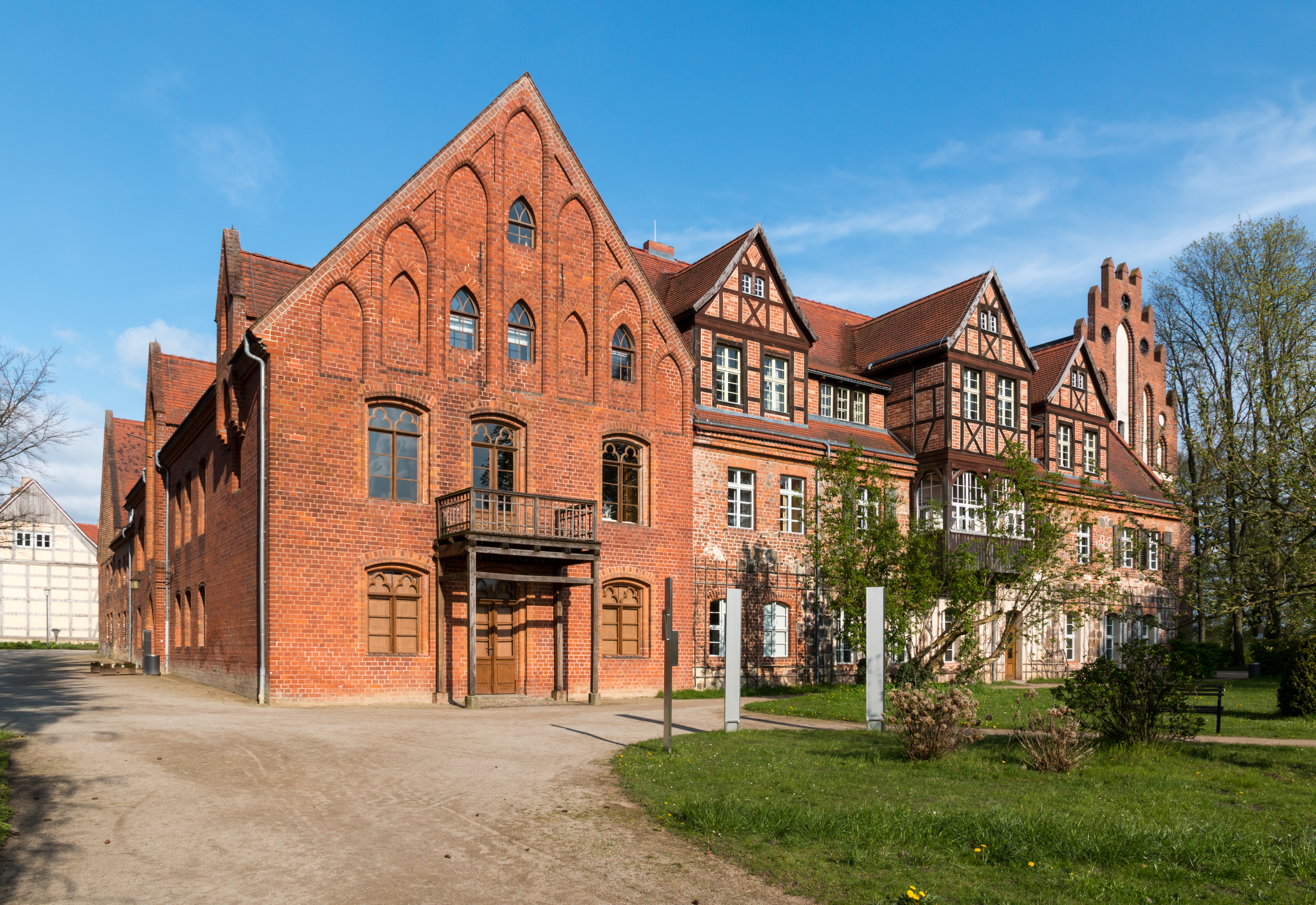
Westflügel des Klosters

Kaiser Wilhelm II. initiierte 1904 die Neuausstattung der Heiliggrabkapelle. In den Jahren zuvor setzte er gegen interne Widerstände die Einsetzung der Äbtissin Adolphine von Rohr durch, die ab 1899 das Kloster in das 20. Jahrhundert führte. Sie förderte verstärkt die soziale Ausrichtung der Klostertätigkeit, aber auch 1909 die Einrichtung eines Heimatmuseums für die Prignitz im südlichen Klausurflügel, das durch seinen Publikumszuspruch auch das Klosterleben nach außen öffnete.
Der Arbeit des Heimatmuseums in den 1920er Jahren ist der bedeutendste paläontologische Fund der Prignitz zu verdanken: das Xenusion auerswaldae, das nach der Heiligengraber Museumsleiterin Annemarie von Auerswald benannt ist und heute im Museum für Naturkunde (Berlin) gezeigt wird. Zum Ende des Zweiten Weltkrieges wurde das Museum geschlossen. Teile des musealen Bestandes konnten von Albert Guthke, der 1936 bis 1941 als Assistent im Heimatmuseum Heiligengrabe tätig war, 1946/47 aufgearbeitet und in den Bestand des 1954 von ihm gegründeten Kreisheimatmuseums Pritzwalk überführt werden, aus dem die heutige Museumsfabrik Pritzwalk hervorging. Weitere Exponate wurden auf die umliegenden, neu gegründeten Kreismuseen der Region verteilt.
1933 konnten Absolventinnen der schulischen Mädchenausbildung in Heiligengrabe die Abiturprüfung ablegen. Durch die nationalsozialistische Machtergreifung wurden der Weiterentwicklung dieses Schulzweiges allerdings schnell Probleme in den Weg gelegt. Die Äbtissin Elisabeth von Saldern, seit 1924 im Amt, und die christliche Erziehungspraxis in Heiligengrabe gerieten in Konflikt mit den Anhängern der neuen Machthaber inner- und außerhalb der Klosterorganisation. Zudem wurde die Besetzung der Schulplätze mit vor allem adligen Schülerinnen als „reaktionär“ bezeichnet. Die Unterrichtsinhalte mussten zwangsläufig angepasst werden. Allerdings gelang es der Äbtissin, durch starken persönlichen Einsatz und ihre Kontakte zu hohen gesellschaftlichen und Regierungskreisen, eine Schließung der Schule und eine völlige Säkularisierung der Unterrichtsinhalte zu vermeiden.
Nach dem Tod von Elisabeth von Saldern im Jahr 1938 übernahm Armgard von Alvensleben 1939 das Äbtissinnenamt. Auch ihr gelang es in den folgenden Jahren, die Eingliederung der Schule in das nationalsozialistische staatliche Erziehungssystem zu verhindern.
Eine prominente Schülerin in den 1930ern war Friedelind Wagner, die Tochter des Komponisten Siegfried Wagner.
Gegen Ende des Zweiten Weltkrieges verließen immer mehr Schülerinnen das Stift, um zu ihren Familien zu gelangen. Ende April 1945 verließen die Äbtissin und die letzten acht Schülerinnen unabhängig voneinander das Kloster und gingen nach Westdeutschland.

### Von 1945 bis 1995

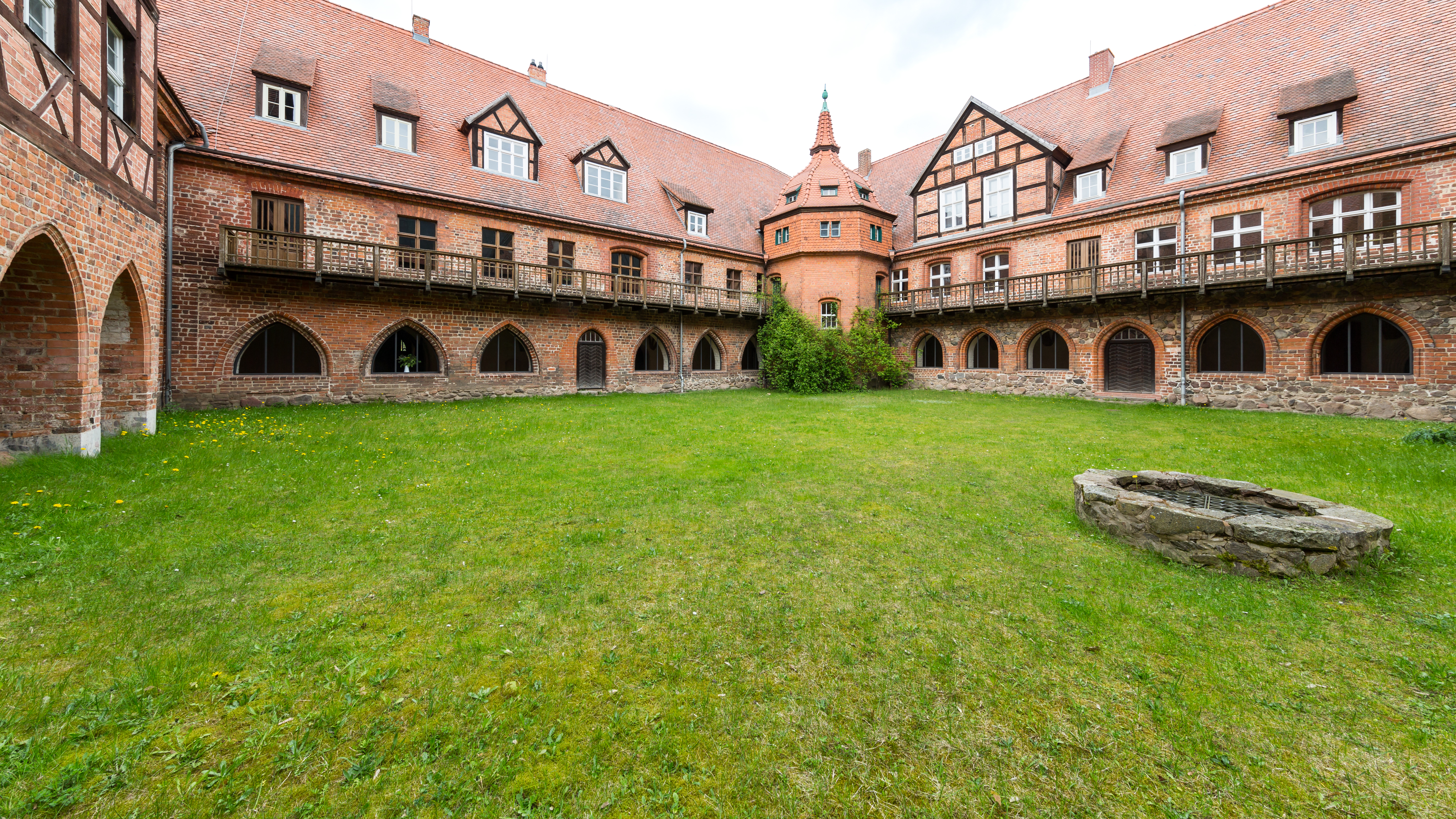
Klosterhof mit Kaiserturm

Nach einjähriger Nutzung durch die sowjetische Armee zogen 1946 aus dem oberschlesischen Miechowitz vertriebene Friedenshort-Diakonissen in das verlassene Kloster ein. In den Folgejahren konzentrierte sich ihre Arbeit auf die Betreuung von Waisenkindern, die Pflege behinderter Menschen und die Betreuung älterer Schwestern des Ordens. Hinzu kam eine bekannte Paramentenwerkstatt.
1952 wurde die Dorfpfarrerin, die ehemalige Stiftsschülerin Ingeborg-Maria Freiin von Werthern, als Äbtissin ins Amt eingeführt, das sie 43 Jahre ausübte. In den 1960er bis 1990er Jahren kamen mehrere Häuser hinzu, um die Wohn- und Betreuungssituation zu verbessern, darunter auch der Vorgängerbau eines heute mit dem Kloster verbundenen Hotels. Nach 1998 begann die Restaurierung und Sanierung der gesamten Klosteranlage, 2001 konnte im Stiftshauptmannshaus wieder ein Museum eröffnet werden. 2016 wurden die Äbtissinnen für ihre 20 Jahre andauernde Sicherung und Wiederherstellung des teilweise stark gefährdeten Klosterensembles vom Deutschen Nationalkomitee für Denkmalschutz mit dem Deutschen Preis für Denkmalschutz (Silberne Halbkugel) ausgezeichnet.

### Heiligengrabe seit den späten 1990er Jahren
1996 wurde mit zwei neuen Stiftsdamen ein neuer Konvent gegründet, den Friederike Rupprecht von 2001 bis 2015 als Äbtissin leitete. Im Januar 2016 übernahm Erika Schweizer die Leitung des Stifts.
Das Kloster erfährt durch Veranstaltungen, Tagungen und Konzerte wieder Zuspruch, so dass mit einer personellen Erweiterung die Lebensfähigkeit der noch kleinen Stiftsgemeinschaft wahrscheinlich gesichert werden kann. Das Stiftshauptmannshaus entwickelt sich zu einem Museum zur Kloster- und Landesgeschichte und zum geistlichen Selbstverständnis des Ortes und knüpft so an die Museumstradition im Stift an. Die 2001 dort eröffnete Ausstellung „Preußens FrauenZimmer“ bildete zudem den Auftakt einer Reihe weiterer Sonderausstellungen.
2007 wurde von einem externen Trägerverein die Evangelische Gemeinschaftsschule im Kloster Stift zum Heiligengrabe – Ganztägige Oberschule für die 7.–10. Klasse gegründet. Sie wurde 2014 um einen Grundschulteil erweitert und nutzt seitdem als Gemeinschaftsschule im Kloster Stift zum Heiligengrabe das Stifthauptmannshaus als Schulhaus.
Seit dem 13. März 2022 ist die ehemalige F.D.P.-Politikerin und Ministerin Irmgard Schwaetzer Stiftsdame im Stift. Mit Elisabeth Hackstein gehört seit 2003 auch eine ehemalige Politikerin der Partei Die Grünen zum Konvent.

## Die Gebäude der Klosterzeit

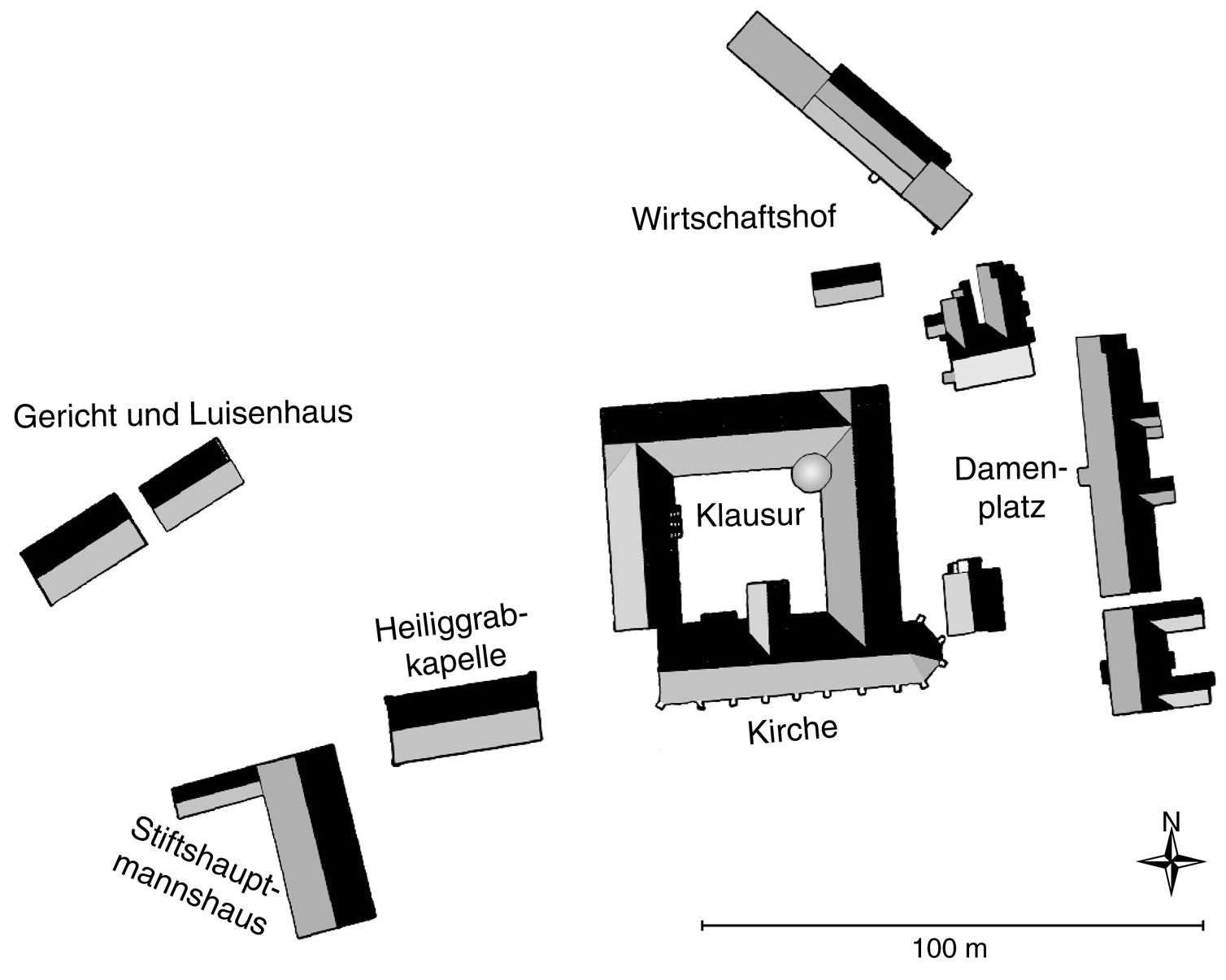
Zentrum der Klosteranlage, auf die Gebäude reduziert

Größter und wichtigster Gebäudekomplex ist die dreiflügelige Klausur, im Süden geschlossen durch die Klosterkirche, den Kreuzgang und den Kreuzgarten umschließend.

### Stiftskirche

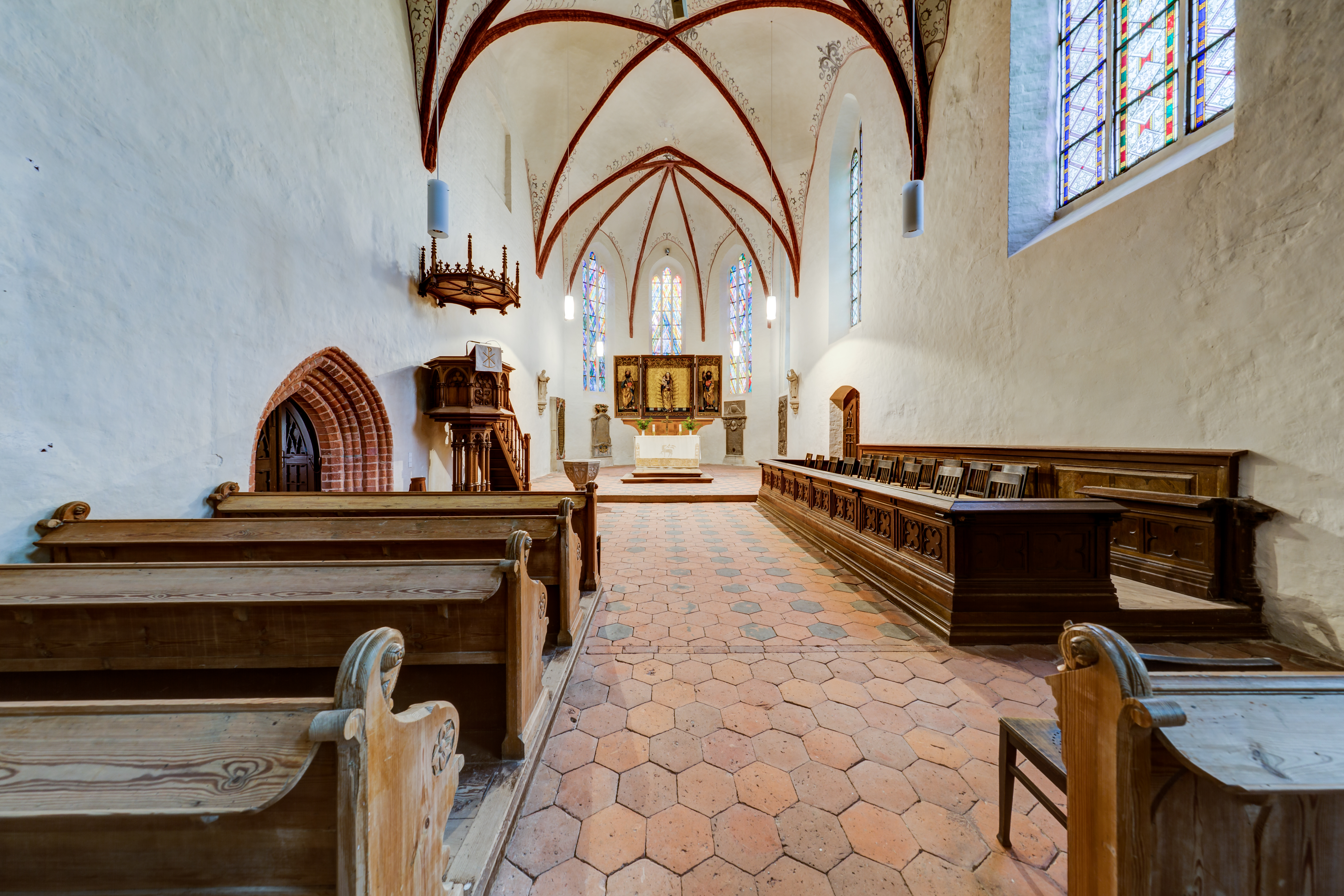
Schlichte einschiffige Stiftskirche

#### Baugeschichte
Es ist heute kaum noch umstritten, dass Teile der heute bestehenden Kirche schon auf das Ende des 13. Jahrhunderts zurückzuführen sind. Dafür sprechen der Grundriss und das Feldsteinquadermauerwerk der Westfassadenuntergeschosse. Jedenfalls erfolgte, ablesbar an Portal- und Fensterformen, im 14./15. Jahrhundert ein tiefgreifender, nun gewölbter Um- oder Neubau. Brände 1636 (Dreißigjähriger Krieg) und 1719 erzwangen Umbauten. So entfernte das Kloster beispielsweise nach dem Brand im 18. Jahrhundert die Nonnenempore und baute stattdessen eine Orgelempore ein. Restaurierungen des Dachwerks und anderer Gebäudeteile erfolgten 1890, 1904 und in den 1950er Jahren. 1904 nahm das Kloster den Dachturm aus dem 18. Jahrhundert wieder ab und gestaltete die den Stufengiebel an der Westfassade neu. Dabei lehnten sich die Baumeister an die Ausgestaltung der Heiliggrabkapelle an und bezogen ein Relief mit dem Jerusalem-Kreuz, dem Ordensemblem seit 1864, mit ein. Sechs Jahre später errichteten sie den frei stehenden Glockenturm am Eingang des Klosterbezirks.
Seit 2002 werden die Baulichkeiten der Klausur und der angrenzenden barocken Bebauung des sog. Damenplatzes durch eine Arbeitsgruppe, bestehend aus dem Kunsthistoriker Yngve Jan Holland und dem Architekten Andreas Potthoff in Zusammenarbeit mit dem Kunsthistoriker Dirk Schumann bauvorbereitend und baubegleitend baugeschichtlich untersucht.

#### Architektur
Die ehemalige Klosterkirche, in zisterziensischer Weise turmlos erbaut, ist ein sechsjochiger Saalbau mit Kreuzrippengewölbe, im Osten geschlossen von schiffbreitem 5/8-Chor mit Lanzettfenstern.
Im Bereich der westlichen fünf Joche befand sich ursprünglich, vermutlich mit direktem Zugang zum westlichen Klausurflügel mit Schlafräumen, Refektorium und Küche, eine hölzerne Nonnenempore. Die ihretwegen zweigeschossig angeordneten Fenster auf der Südseite belichten das Kirchenschiff. Der überwiegende Teil der Kirche besteht aus Backsteinmauerwerk, ergänzt mit Feldstein-Abschnitten. Maßwerk, Friese und rot und schwarz glasierte Backsteine bilden den Schmuck des gotischen Stufengiebels der Westfassade und des Spitzbogenportals. Seit dem 19. Jahrhundert findet sich hier eine über zwei Joche reichende Westempore.

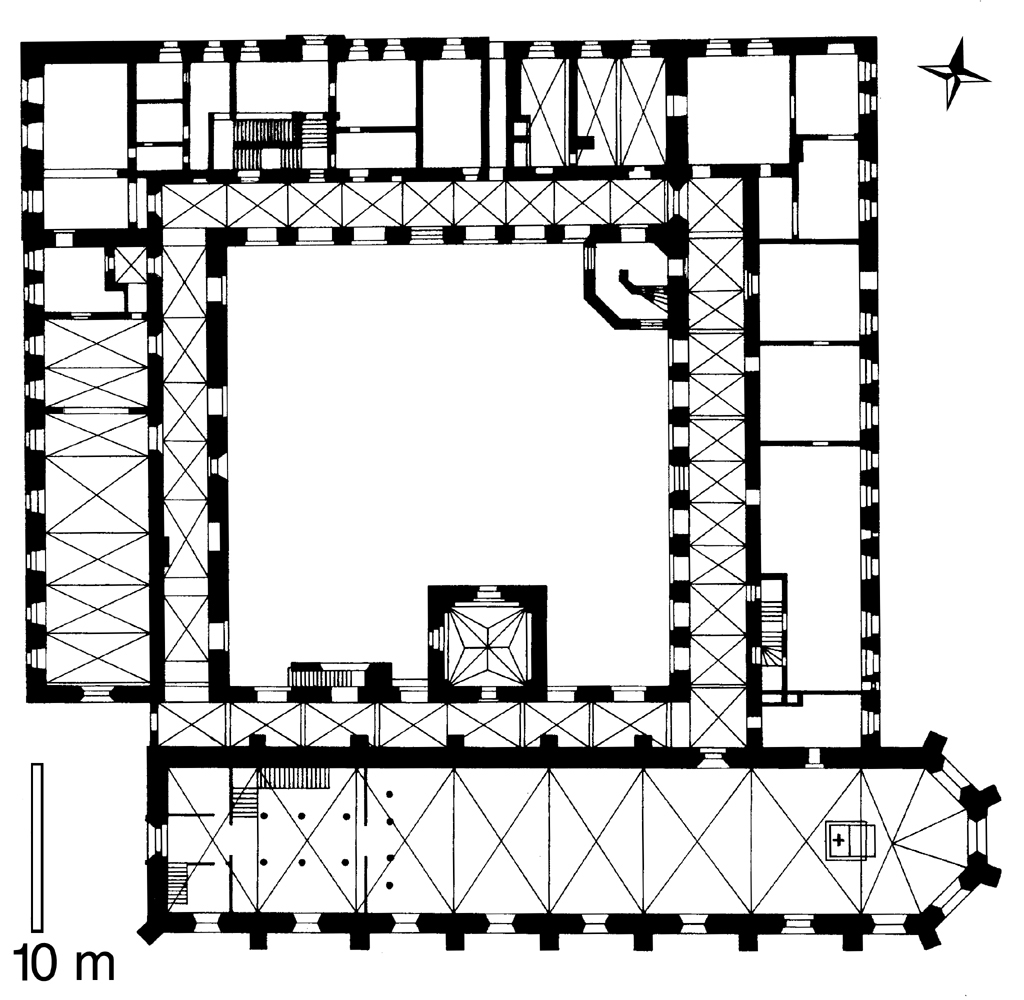
Grundriss von Kirche und Konvent

#### Ausstattung
Auf dem Hauptaltar steht heute ein geschnitztes Retabel aus dem frühen 16. Jahrhundert, mit einer Mondsichelmadonna im Mittelschrein und zwei Aposteln auf den Flügeln. Die bemalten Außenseiten zeigen Szenen aus dem Leben der Muttergottes und ihres Vaters Joachim. Auf dem rechten Flügel: Ein Engel verheißt dem seine Herde hütenden Joachim die Geburt eines Kindes, darunter die Verlobung Marias, links: Joachim opfert im Tempel, darunter Mariens Tempelgang. Das Retabel, eine Leihgabe der Mariengemeinde Berlin, ist vermutlich aus Resten eines größeren Altars zusammengefügt.
Eine Kanzel und eine Taufe bilden das schlichte Mobiliar. An den inneren Chorwänden sind mehrere Grabplatten aus dem 17./18. Jahrhundert montiert, auch außen an den Strebepfeilern der Südseite sind mehrere historische Grabsteine angebracht. Auf der Westempore befindet sich der Orgelprospekt von 1725 mit Akanthusschnitzerei von David Baumann.
Die Orgel mit 14 Registern auf zwei Manualen und Pedal auf der Westempore ist ein Werk von David Baumann aus dem Jahr 1725. Sie wurde in den Jahren 1956 und 1960 durch Schuke Orgelbau restauriert, wobei neue Zungenregister eingebaut wurden.

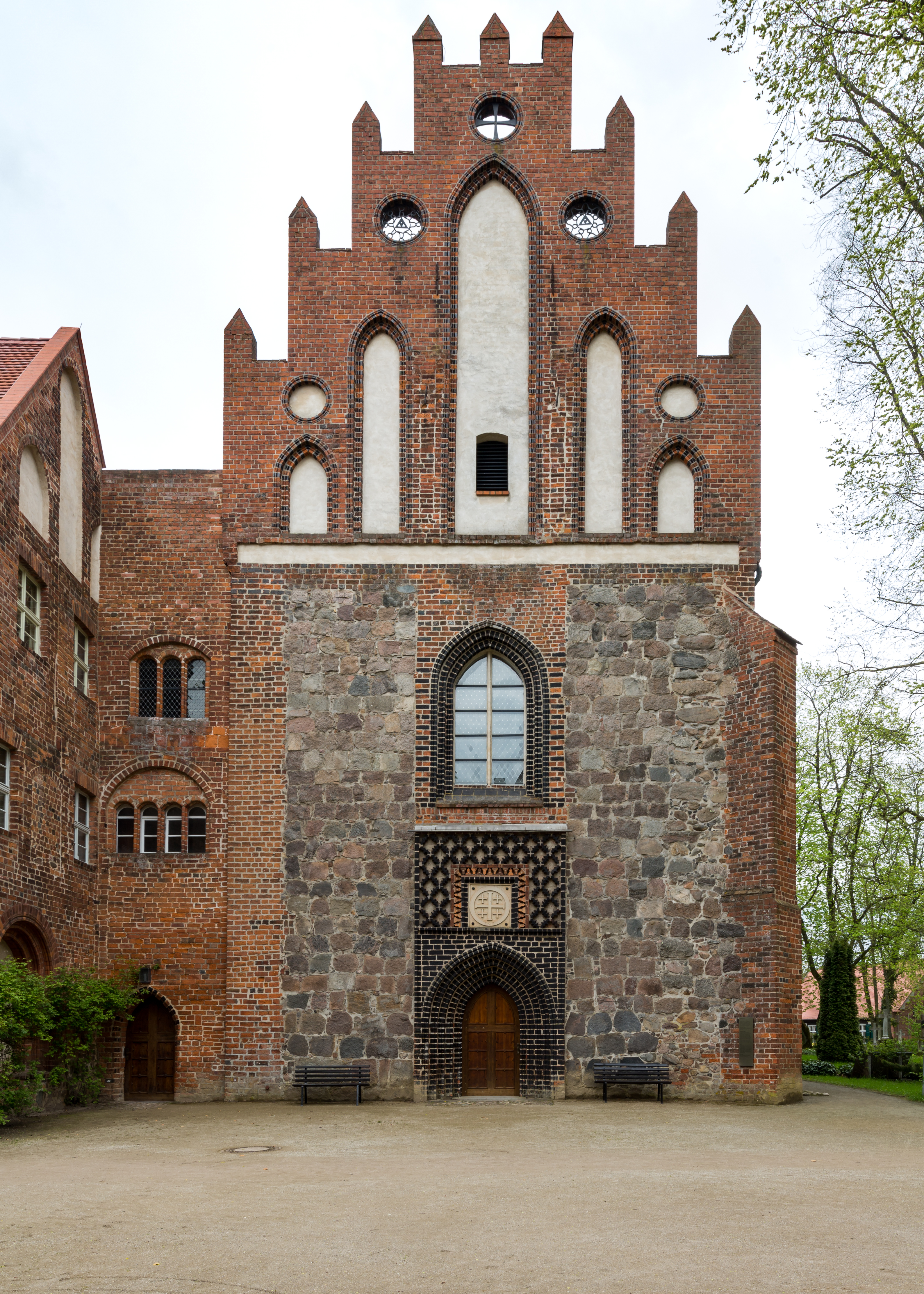
Kirche
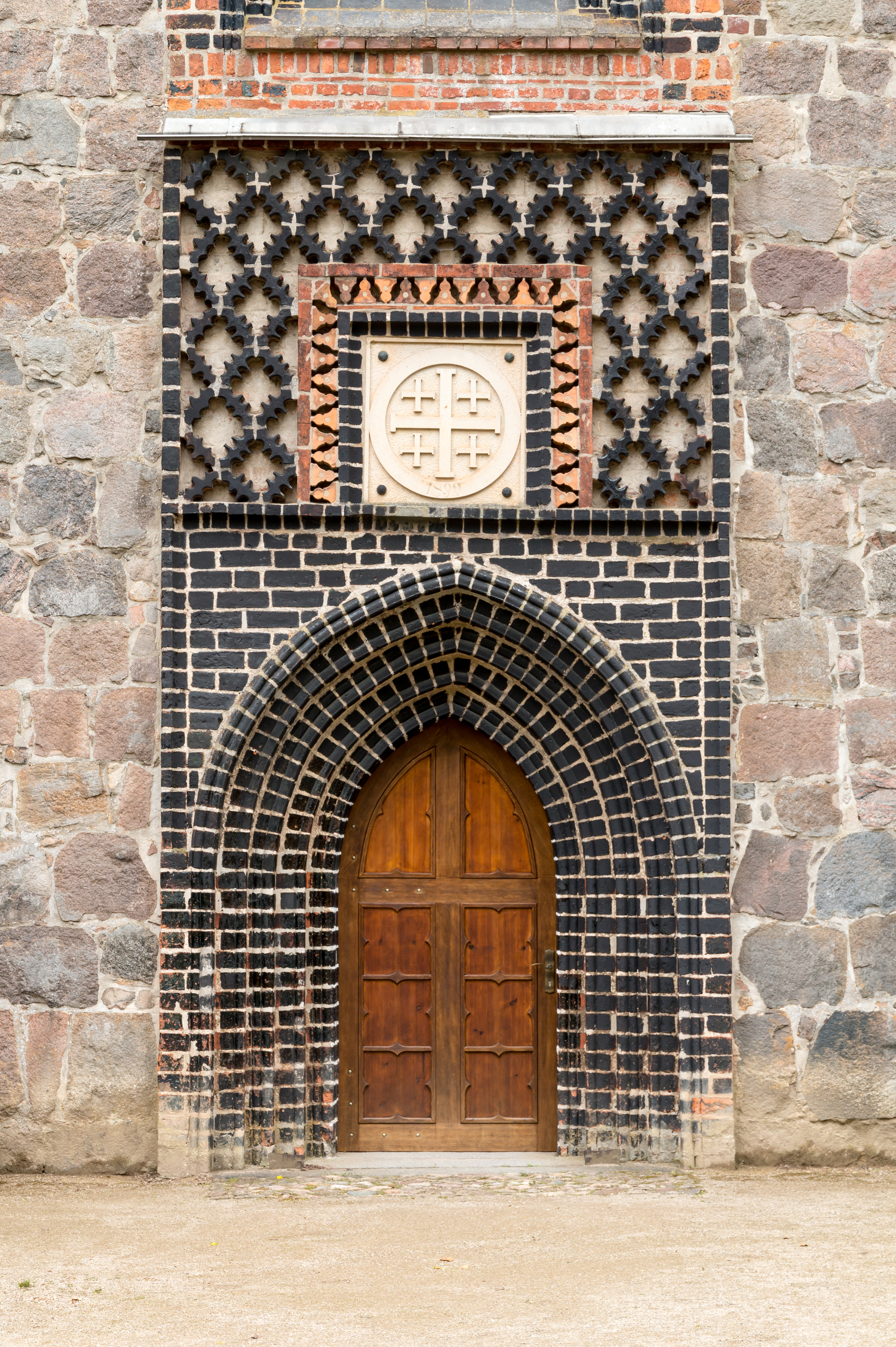
Eingang
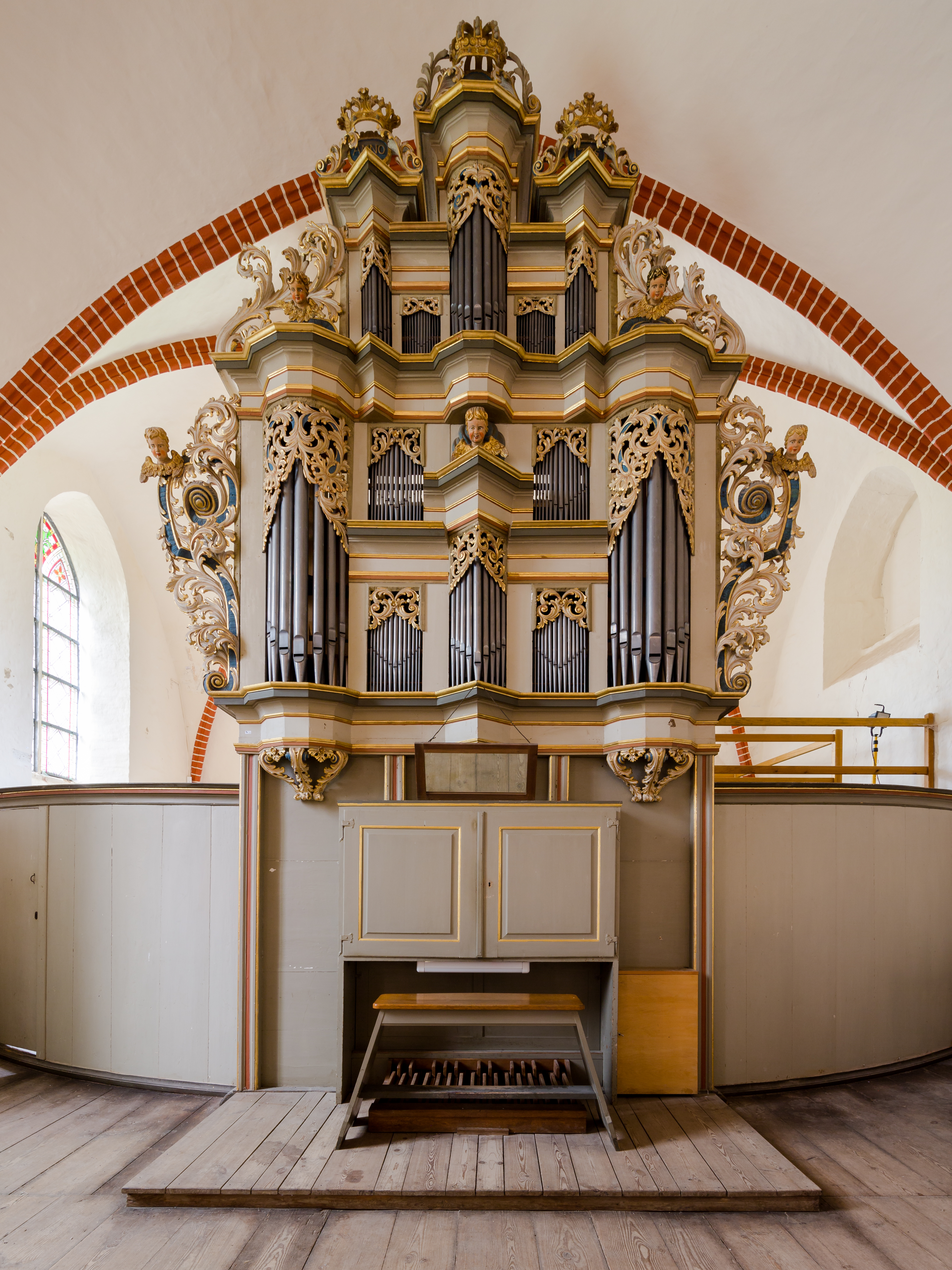
Orgel
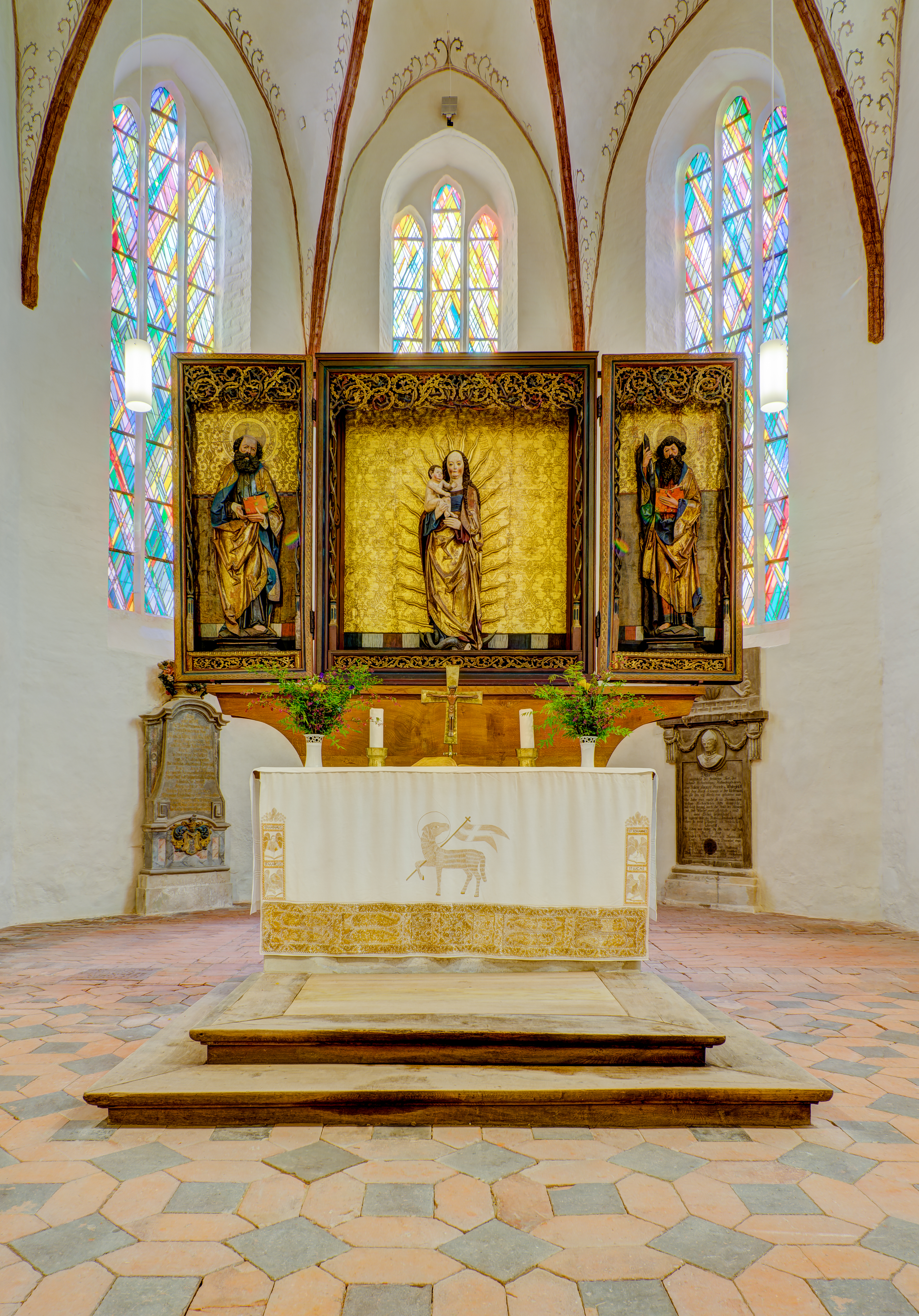
Marienaltar

### Klausur
Neben dem Westflügel der Klausur wurde der Nordflügel wahrscheinlich ursprünglich zur Beherbergung adeliger und geistlicher Gäste und ihres engeren Gefolges genutzt, während der Ostflügel als Wirtschaftsflügel Lager-, Umschlags- und Produktionszwecken diente.

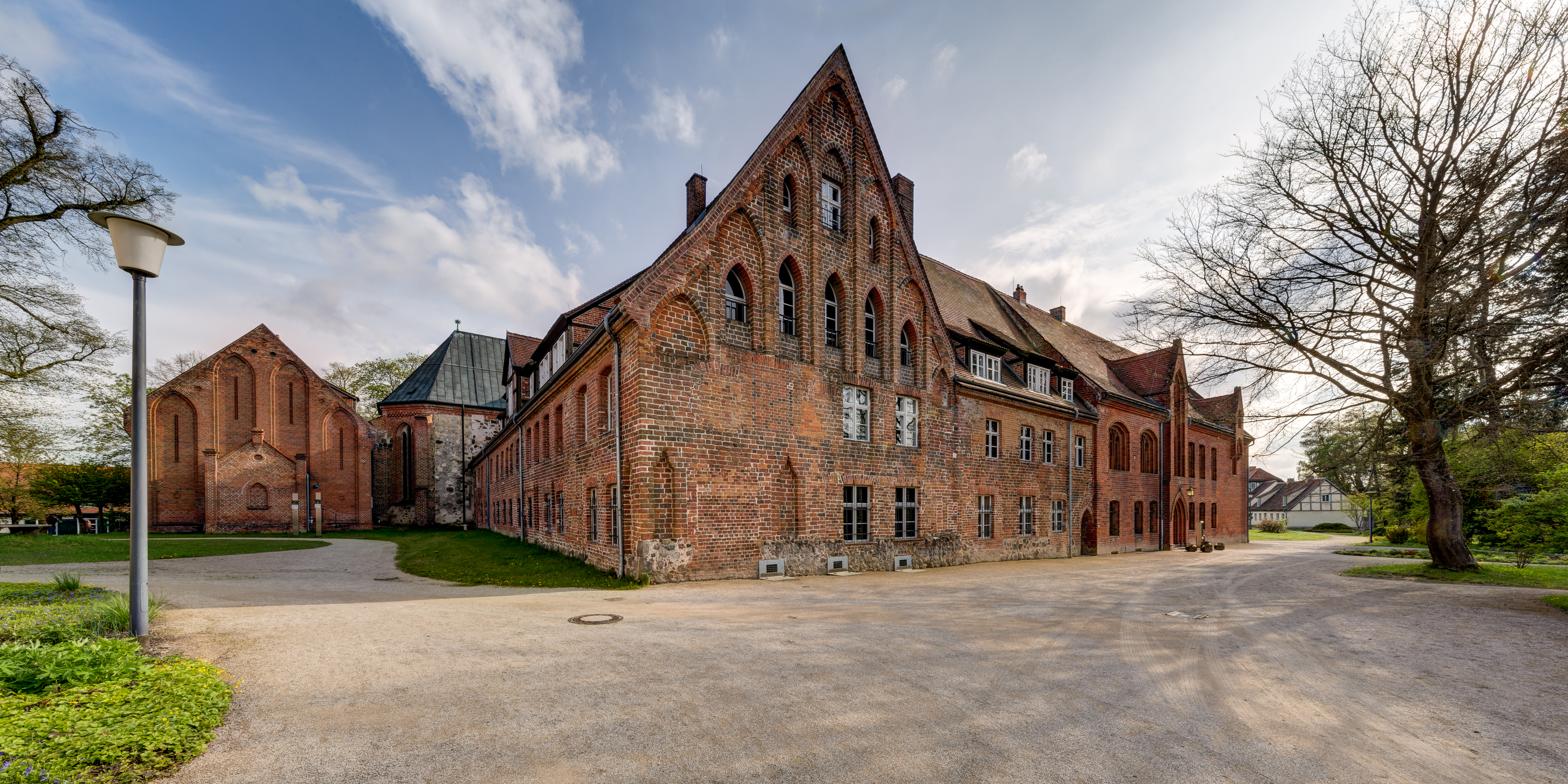
Ost- und Nordflügel
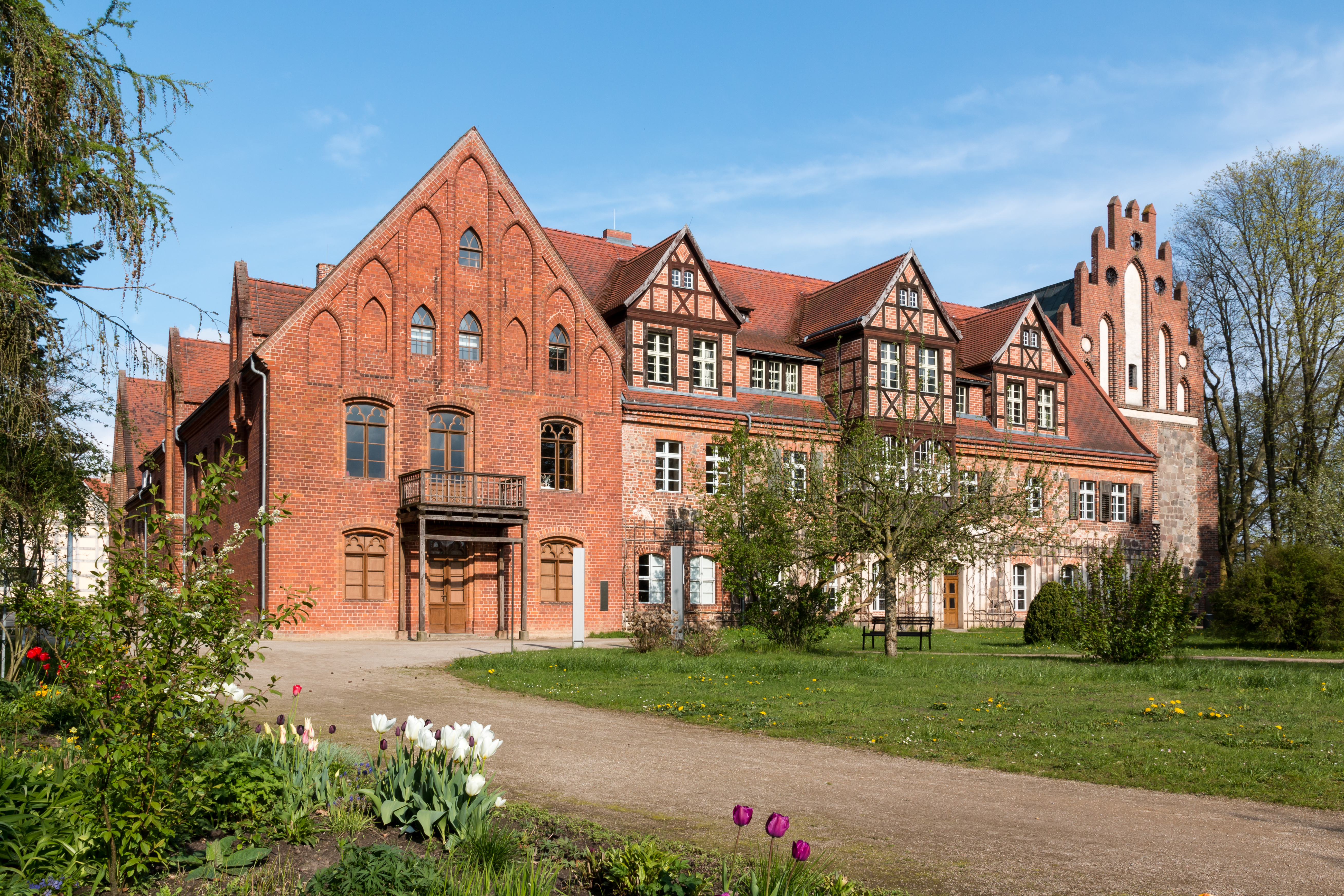
Westflügel
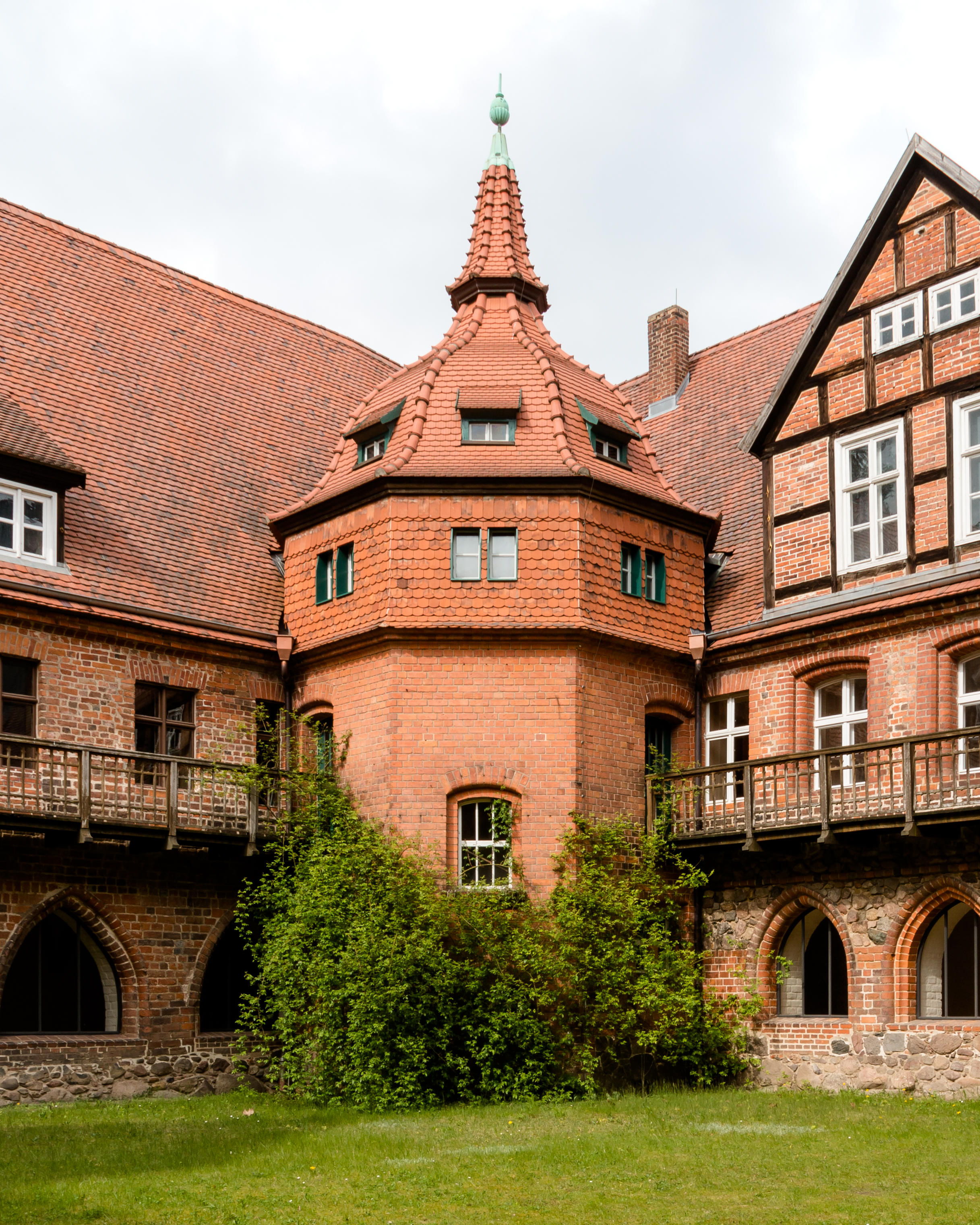
Kaiserturm im Innenhof
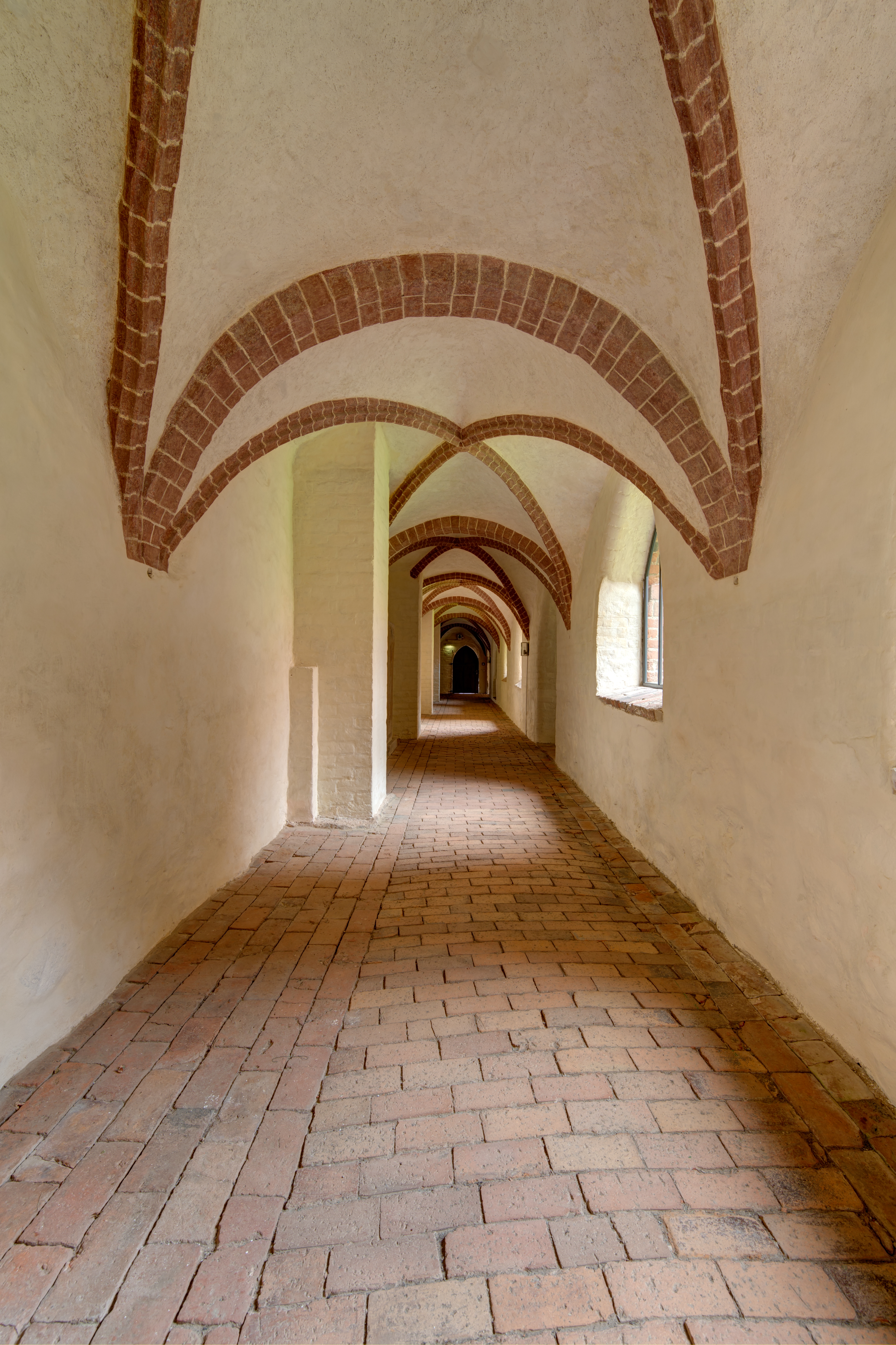
Kreuzgang

### Heiliggrabkapelle (Blutkapelle)

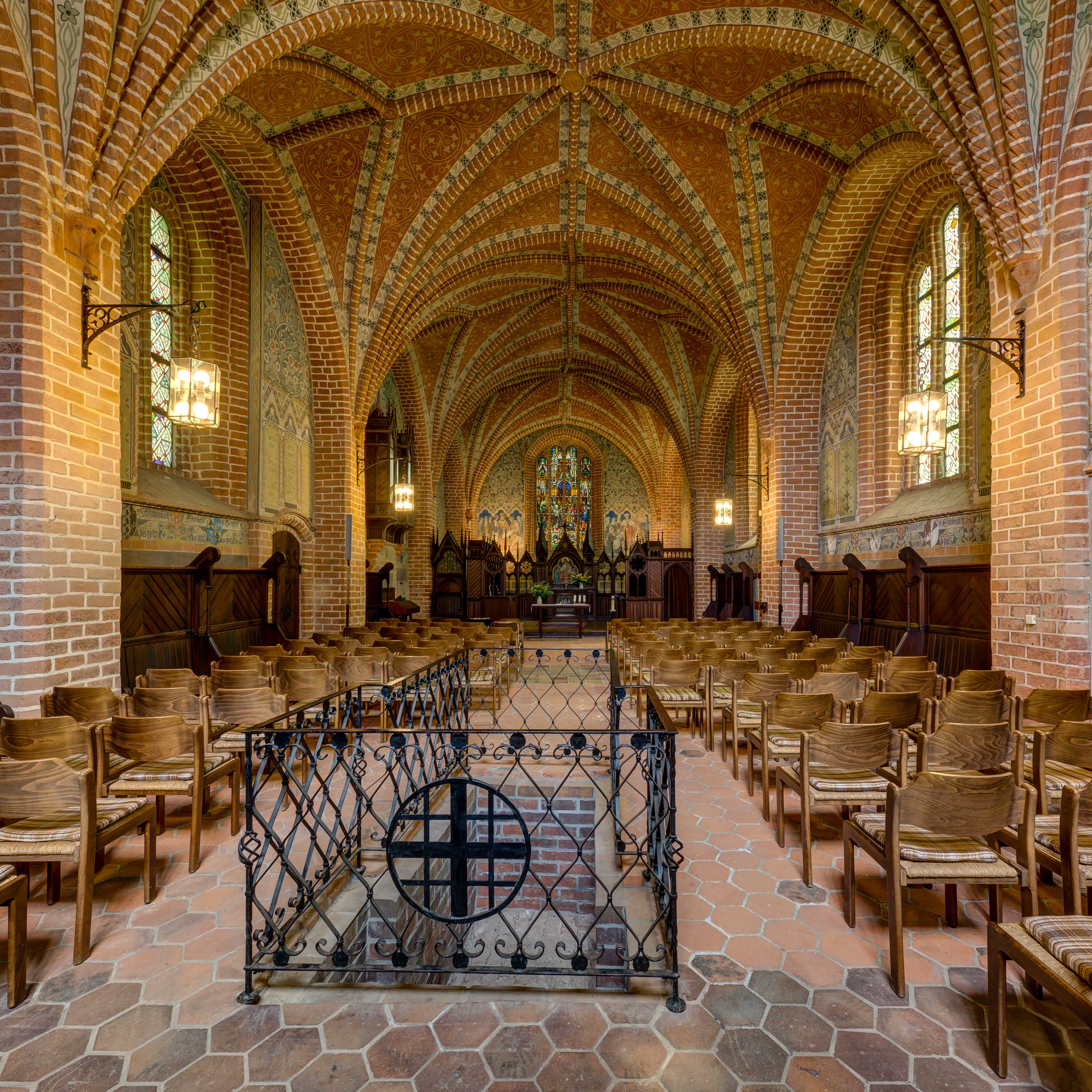
Innenraum der Kapelle

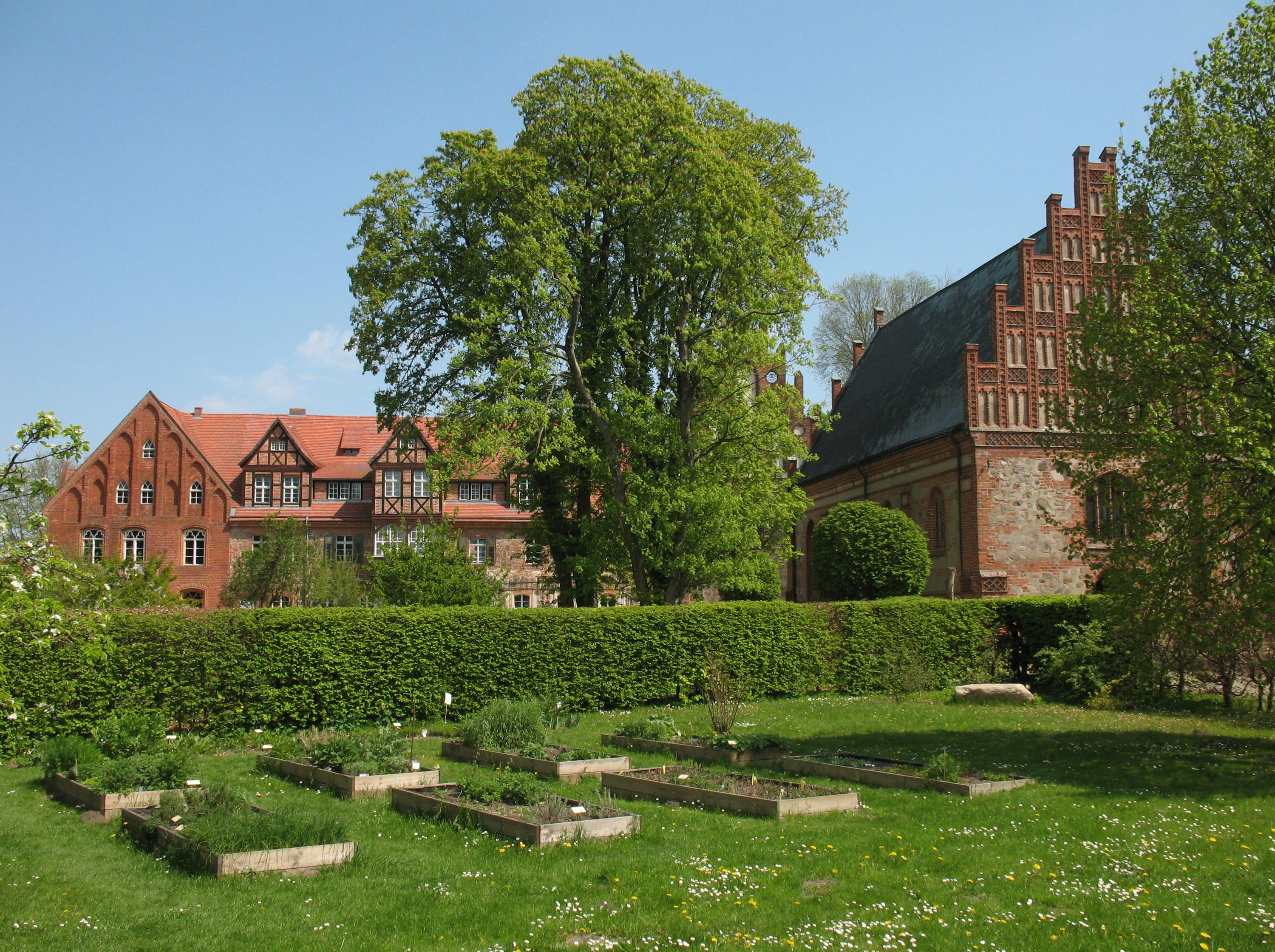
Kräutergarten und Heiliggrabkapelle

Etwa 30 Meter westlich der Klausur, in gedachter Fortsetzung des Kirchenschiffs, befindet sich die 1512 geweihte Heiliggrabkapelle, ein einschiffiger vierjochiger sterngewölbter Backsteinsaalbau, in den Mauern durchmischt mit behauenem Feldstein. Sie stellt den eigentlichen Wallfahrtsort in der Klosteranlage dar, der Legende nach erbaut über einem Hinrichtungsplatz (Galgenberg).
Spitzbogenportale mit darüber angeordneten viergeteilten Fenstern bilden östliche und westliche Zugänge. Auffällig sind vor allem die Giebel der Kapelle, die als Vorlage für den Giebel der Dorfkirche Wulfersdorf dienten. Über dem Mauersockel ist durchgehendes Maßwerkgesims. Der fünfstöckige westliche Stufengiebel mit maßwerkartigen Zierfriesen, durchbrochen von gegliederten schlanken Pfeilern, die Zwischenräume weiß verblendet, gelten als Vorbild für mehrere ähnliche Bauten in der Prignitz, namentlich Alt-Krüssow, Falkenhagen und Wülfersdorf.
Die Innenausstattung nach neugotischer Neugestaltung mit Malereien an der Ostwand stellt die Klostergründung und Reformationszeit dar. Chorgestühl und Orgel vervollständigen die Kircheneinrichtung. Der Raum wird gegliedert durch wandhohe Spitzbogennischen, die Jochgrenzen markierend. Im Laufe der Jahrhunderte muss die Kapelle jedoch baufällig geworden sein, denn Anfang des 20. Jahrhunderts gab es einen Architektenwettbewerb zur Wiederherstellung der Blutkapelle, den Johannes Otzen gewann. Er stellte seine Entwürfe unter anderem dem deutschen Kaiser vor, der den Plänen seine „lebhafte Zustimmung“ erteilte.
Die Reste eines Vorgängerbaus aus dem 13. Jahrhundert konnten beim Einbau einer Fußbodenheizung 1986 freigelegt werden. Hierbei kam auch ein nach Westen offenes Backsteingewölbe zum Vorschein, das als ursprüngliches Heiliges Grab (Grab der Bluthostie) interpretiert wird. In der Kapelle befindet sich eine kleine Orgel von Wolfgang Nußbücker aus dem Jahr 1983 mit sechs klingenden Registern.

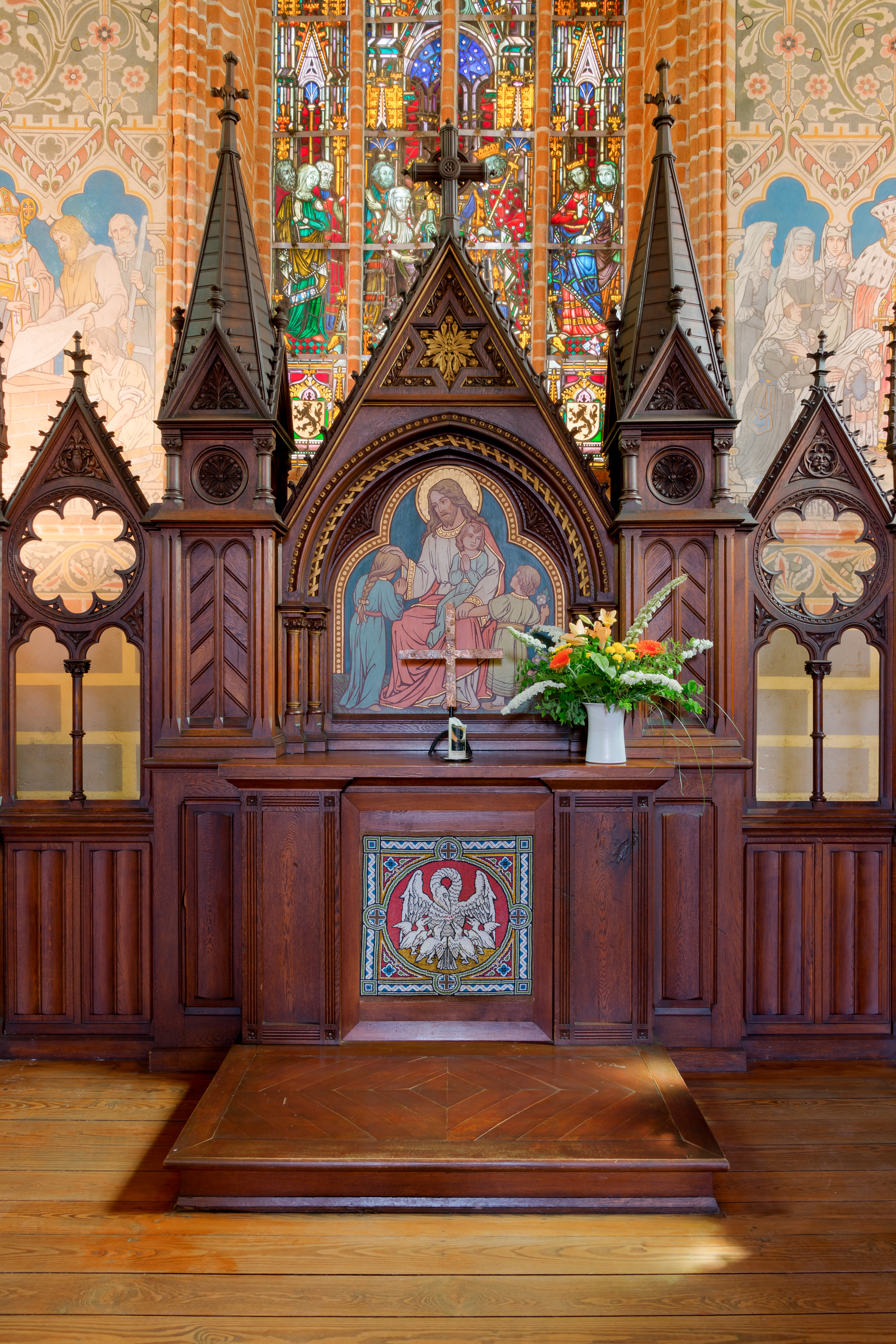
Altar
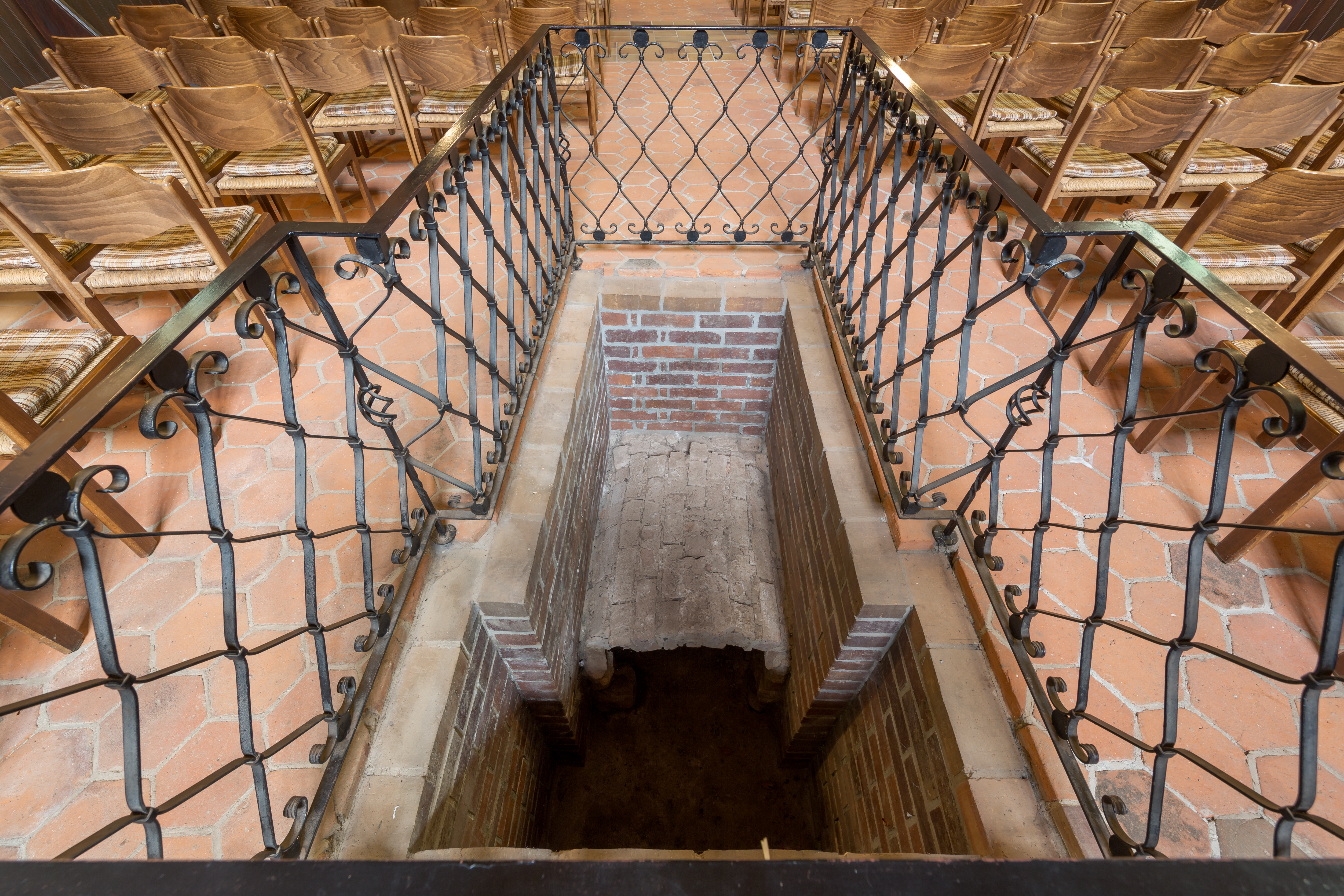
Grab
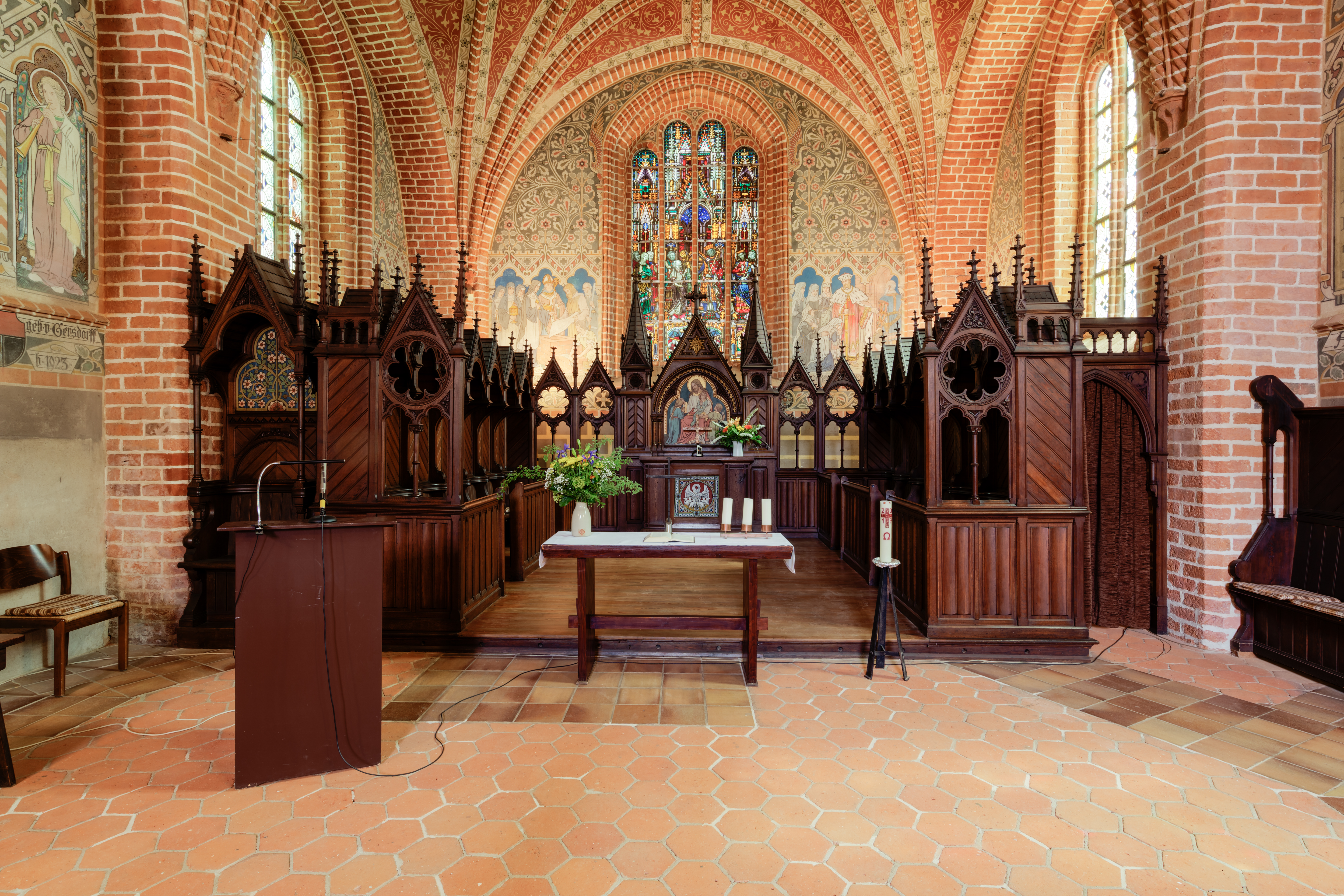
Chor

## Museum im Kloster Stift
1909 wurde es als Heimatmuseum für die Prignitz von der Äbtissin Adolphine von Rohr und dem Maler und Prähistoriker Paul Quente gegründet. Die Sammlungen erlitten 1945 einige Verluste, wurden dann aufgelöst und auf die Kreismuseen der Prignitz verteilt. Die frühgeschichtlichen Funde gingen an das Brandenburgische Landesamt für Denkmalpflege.
1997 erfolgte ein Neubeginn. Ein »Verein zur Entwicklung des Kultur- und Museumsstandortes Kloster Stift zum Heiligengrabe e. V.« förderte erste Ausstellungen. Seit 2017 zeigt das Museum unter dem Titel „Vom Nonnenchor zum Damenplatz“ wieder eine ständige, zeitgemäß konzipierte Ausstellung zur Geschichte des Klosters und späteren evangelischen Damenstifts. Die Bestände reichen von frühgeschichtlichen Bodenfunden über die bemerkenswerten Tafelbilder von 1532 mit der Gründungslegende bis zu einer Dokumentation der Aufgaben, denen sich das Stift bis heute stellt.